# Tåg till himlen
Tåg till himlen (El Tren al Cielo)är en ecuadoriansk-svensk film från 1990 med regi och manus av Torgny Anderberg. I rollerna ses bland andra Carlos López, James Coburn och Teodor de la Torre.

## Om filmen
Filmen spelades in i Ecuador 1988, bland annat i hamnstaden Guayaquil. Producent var Anders Birkeland och Hans Lönnerheden, fotograf Tony Forsberg och kompositör Gunnar Edander. Filmen premiärvisades den 6 april 1990 på biografen Filmstaden i Stockholm. Dialogen är på spanska och filmen är 90 minuter lång.Filmen blev en stor succé i Ecuador och såldes till ett trettiotal länder som tv-film.

## Handling
Filmen handlar om Niño, en barnhemspojke i hamnstaden Guayaquil i Ecuador.

## Rollista
- Carlos López – Nino
- James Coburn – Gregorios
- Teodor de la Torre – fader Juan
- Hugo Álvarez – konduktören
- Boris Arizaga	– Jesús
- Armando Yepes	– polischefen
- Roberto Egas	– kapten
- Eddy Castro – fader Lorenzo
- Renan Pérez – generalen

### Fotnoter
1. 1 2 3  ”Tåg till himlen”. Svensk Filmdatabas. http://www.sfi.se/sv/svensk-filmdatabas/Item/?itemid=17269&type=MOVIE&iv=Basic&ref=/templates/SwedishFilmSearchResult.aspx?id%3d1225%26epslanguage%3dsv%26searchword%3dt%C3%A5g+till+himlen%26type%3dMovieTitle%26match%3dBegin%26page%3d1%26prom%3dFalse. Läst 26 maj 2013.